# (21901) 1999 VZ11
1999 في زد 11 (ويعرف أيضًا باسم (21901) 1999 في زد 11 وفق تسمية الكوكب الصغير) (بالإنجليزية: 1999 VZ11)‏ هو كويكب ضمن حزام الكويكبات؛ وترتيبه 21901 من حيث الاكتشاف.
اكتُشف هذا الجُرم الفلكي بواسطة Charles W. Juels ‏ في 10 نوفمبر 1999.

## وصلات خارجية
- (21901) 1999 VZ11 في قاعدة بيانات مختبر الدفع النفاث لأجرام النظام الشمسي الصغيرة

- الاكتشاف · مخطط المدار ·  العناصر المدارية · المعلمات المادية

- (21901) 1999 VZ11 على موقع ويكي سكاي: DSS2, SDSS, GALEX, IRAS, Hydrogen α, X-Ray, Astrophoto, Sky Map, Articles and images